# Vickers Viking (Flugboot)

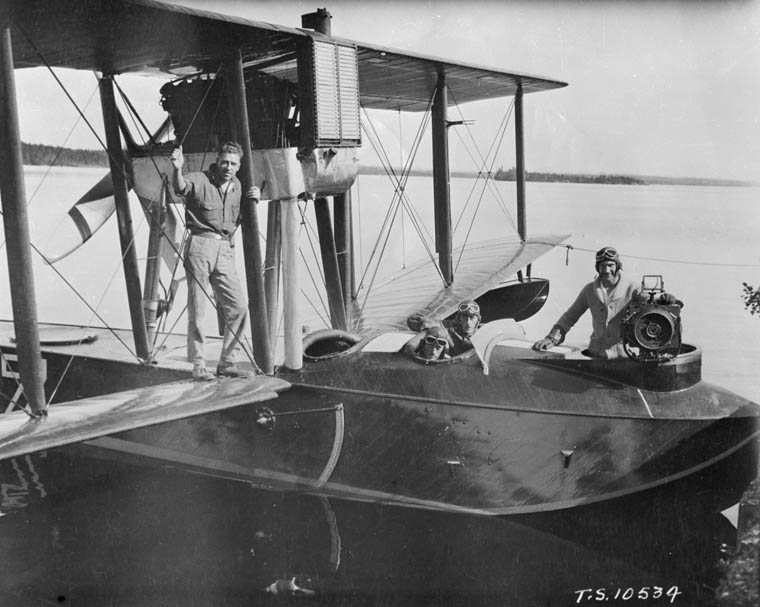
Vickers Viking (1926)

Die Vickers Viking war ein einmotoriges Flugboot des britischen Herstellers Vickers Ltd Aviation Department, das kurz nach dem Ersten Weltkrieg für militärische Zwecke entwickelt wurde.

## Geschichte
Im Dezember 1918 begannen die Entwurfsarbeiten für das zweite Vickers-Amphibienflugzeug. Der Prototyp war ein fünfsitziger Doppeldecker mit einem Druckpropeller und einem Rolls-Royce Falcon-Motor. Das zweite Exemplar, die Viking II, besaß eine größere Spannweite und einen Rolls-Royce Eagle-VIII-Motor.
Die Type 54 Viking IV wies eine größere Kabine und weitere Verbesserungen auf. Die meisten Modelle dieser Version erhielten einen Napier-Lion-Motor. Von der nächsten Version, der Viking V, wurden zwei Exemplare an die Royal Air Force verkauft und im Irak eingesetzt.
Die letzten Viking-Amphibienflugzeuge wurden 1923 hergestellt, einige davon bei der kanadischen Tochtergesellschaft Canadian Vickers, die damit in den Flugzeugbau einstieg. Eine verbesserte Version der Viking war die Vickers Vulture, aus der wiederum die Vickers Vanellus hervorging.
Der Name Viking wurde nach dem Zweiten Weltkrieg auch für die Vickers Viking verwendet.

## Nutzer
Argentinien
 Kanada
- Royal Canadian Air Force

 Frankreich
 Japan
 Niederlande
 Vereinigtes Königreich
- Royal Air Force

## Technische Daten
| Kenngröße             | Daten (Viking IV)                                             |
| --------------------- | ------------------------------------------------------------- |
| Besatzung             | 1                                                             |
| Passagiere            | 2                                                             |
| Spannweite            | 15,24 m                                                       |
| Länge                 | 10,36 m                                                       |
| Höhe                  | 4,60 m                                                        |
| Flügelfläche          | 55,2 m²                                                       |
| Leermasse             | 1701 kg                                                       |
| Startmasse            | 2451 kg                                                       |
| Reisegeschwindigkeit  | 144 km/h                                                      |
| Höchstgeschwindigkeit | 164 km/h                                                      |
| Dienstgipfelhöhe      | 2740 m                                                        |
| Reichweite            | 724 km                                                        |
| Triebwerk             | ein 12-Zylinder-V-Motor Rolls-Royce Eagle mit 366 PS (269 kW) |